# Kiara Fontanilla
Kiara Fabiola Reyes Fontanilla (* 1. Juli 2000 in Fullerton, Kalifornien) ist eine in den USA geborene philippinische Fußballtorhüterin.

## Karriere

### Vereine
Nachdem sie in ihrer Jugend bis 2017 für die Mannschaft der Norco High School gespielt hatte, war sie in den folgenden Jahren für eine Vielzahl von College-Mannschaften aktiv. So war sie im Jahr 2018 für ein paar Spiele bei den Northwestern Oklahoma State Rangers aktiv und im nächsten Jahr für die Cal State Fullerton Titans, wobei sie hier nicht zum Einsatz kam. Von 2020 bis 2021 erhielte sie dann ein paar mehr Einsätzen bei den Eastern Oregon Mountaineers und im Jahr 2022 beendete sie ihre College-Laufbahn schließlich bei den Westcliff Warriors.
Seit dem 1. Juli 2023 steht sie nun in Australien beim ersten Team der Central Coast Mariners unter Vertrag, nachdem sie in der Academy-Mannschaft schon zuvor im Einsatz war.

### Nationalmannschaft
Durch ihren Vater ist sie für die philippinischen Nationalmannschaft spielberechtigt, wobei diese Staatsbürgerschaft von ihr erst noch erlangt, werden musste. Ihr Debüt machte sie dann bei der 0:4-Niederlage in der Gruppenphase der Asienmeisterschaft 2022 gegen Australien. Danach war sie auch Teil des Kaders, welcher bei der Südostasienmeisterschaft 2022 Gold holte.
Am 9. Juli 2023 wurde sie dann für den Kader bei der Weltmeisterschaft 2023 nominiert.